# 완완
완완(彎彎, 1981년 8월 16일 ~ )은 중화민국의 인터넷 만화가, 블로거, 일러스트레이터, 영화 배우이다.